# Episodi di Squadra emergenza (serie televisiva 1972) (prima stagione)
La prima stagione della serie televisiva Squadra emergenza è stata trasmessa negli Stati Uniti dal 15 gennaio 1972 e si è conclusa il 15 aprile 1972.
| nº | Titolo originale           | Titolo italiano | Prima TV USA     | Prima TV Italia |
| -- | -------------------------- | --------------- | ---------------- | --------------- |
| 0  | The Wedsworth-Townsend Act |                 | 15 gennaio 1972  |                 |
| 1  | Mascot                     |                 | 22 gennaio 1972  |                 |
| 2  | Botulism                   |                 | 29 gennaio 1972  |                 |
| 3  | Cook's Tour                |                 | 12 febbraio 1972 |                 |
| 4  | Brushfire                  |                 | 19 febbraio 1972 |                 |
| 5  | Dealer's Wild              |                 | 26 febbraio 1972 |                 |
| 6  | Nurse's Wild               |                 | 4 marzo 1972     |                 |
| 7  | Publicity Hound            |                 | 11 marzo 1972    |                 |
| 8  | Weird Wednesday            |                 | 18 marzo 1972    |                 |
| 9  | Dilemma                    |                 | 25 marzo 1972    |                 |
| 10 | Hang-Up                    |                 | 8 aprile 1972    |                 |
| 11 | Crash                      |                 | 15 aprile 1972   |                 |